# Caprelloidea

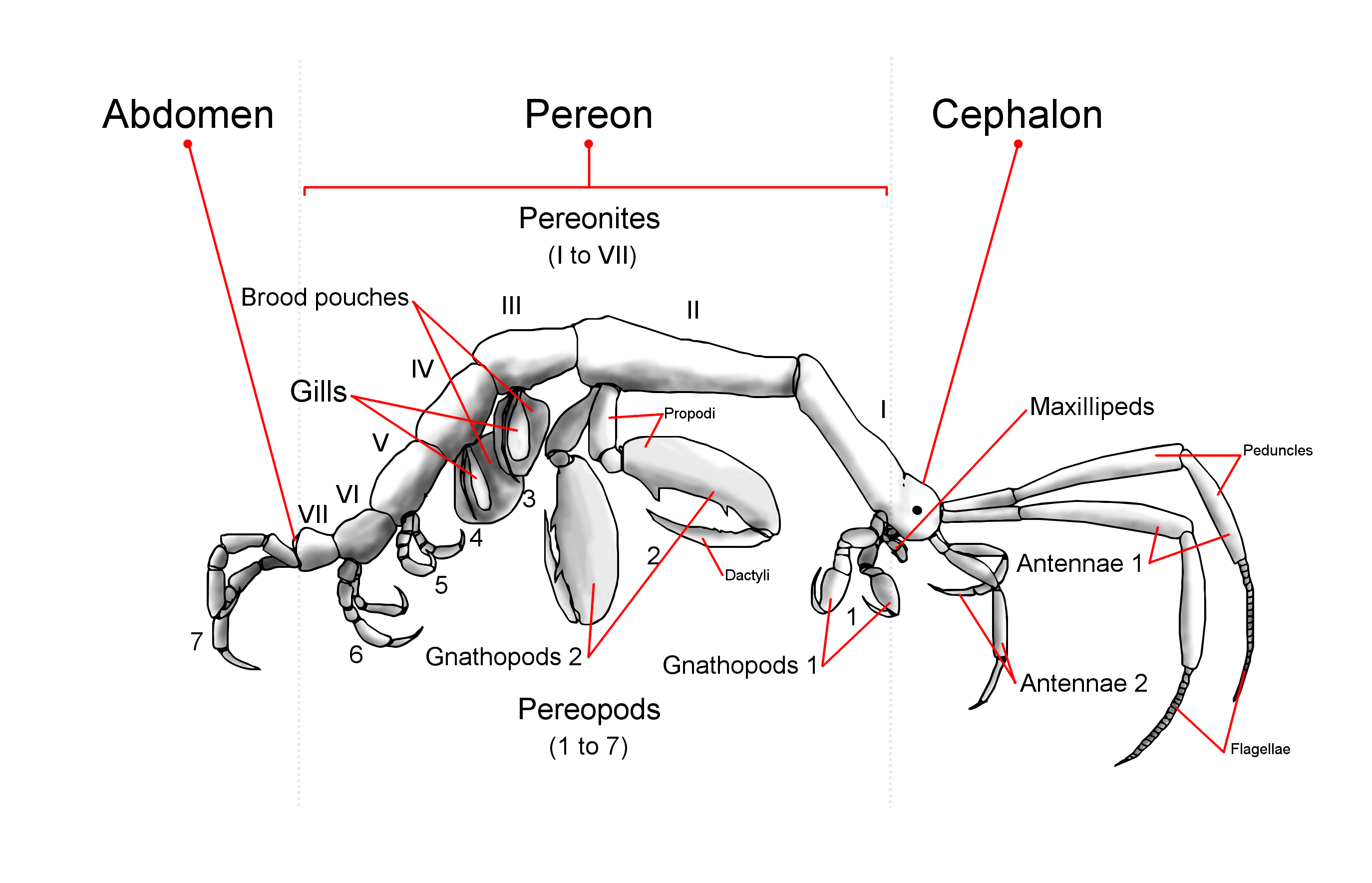
Анатомия самки

Caprelloidea (лат.) — надсемейство морских ракообразных из отряда бокоплавов.

## Описание
Голова частично или полностью слита с перонитом 1, треугольная, прямоугольная, или круглая, с отчетливой шейной областью, или свободная, не слитая с перонитом 1. Латеральная цефалическая доля слабая или не расширена; глаз, если имеется, расположен проксимальнее доли; передний вентральный край не не углублен, слабо углублен и умеренно выемчатый, или от умеренно до сильно выемчатого и умеренно выемчатый. Третий членик антенны 1 педункулярный обычно значительно более половины длины второго членика или (вторично) короткий, равен половине или менее длины второго членика. Моляр мандибулы присутствует или отсутствует. Переониты 6—7 свободны и ориентированы вентрально, или слиты и ориентированы назад. Задний дистальный край перонита 7 не повернут назад, или слабо или сильно повернут назад (переопод 7 направлен назад). Переоподы 3—4 хорошо развиты, редуцированы до 1—2 члеников или отсутствуют; основания железистые или не железистые. Плеонит 3 не расширен или расширен вентрально и образует эпимерон. Уросомиты 1 или 1 и 2 чрезвычайно длинные, уросомит 1 сросшийся с уросомитом 2 или свободный; уросомит 2 сросся с уросомитом 3 или свободен. Тельсон без крючков или зубцов.

## Классификация
Включает 5 семейств, около 100 родов и около 300 видов. В надсемейство входят «нетипичные» формы амфипод, такие как скелетные креветки (Caprellidae) и китовые вши (Cyamidae, паразиты, которые обитают на коже китообразных). Ранее группа рассматривалась как один из четырёх подотрядов амфипод, Caprellidea, но после филогенетических исследований группы Майерс и Лоури (2003, 2013) таксон перевели в ранг надсемейства и теперь включают в инфраотряд Corophiida подотряда Senticaudata.
- инфраотряд Corophiida
  - парвотряд Caprellidira
    - надсемейство Caprelloidea Leach, 18143
      - семейство Aetiopedesidae Myers & Lowry, 2003
      - семейство Caprellidae Leach, 1814 — Морские козочки[4].
      - семейство Caprogammaridae  Kudrjaschov & Vassilenko, 1966
      - семейство Cyamidae  Rafinesque, 1815 — Китовые вши
      - семейство Dulichiidae  Dana, 1849
      - семейство Podoceridae  Leach, 1814